# Янгічер Олексій Володимирович
!!
Олексі́й Володи́мирович Янгічер (нар.24 липня 1969, Маріуполь, Донецька область, УРСР)  — колишній український баскетболіст, захисник, головний тренер дублюючого складу БК «Донецьк», майстер спорту. 

## Біографія
У 1988 році закінчив Маріупольський індустріальний технікум.
З 2008 по 2013 рр. – асистент головного тренера дублюючого складу БК «Донецьк».
З 2013 року - головний тренер дублюючого складу БК «Донецьк».

## Титули та досягнення
- Срібний призер чемпіонату України: 1998

## Цікаві факти[1]
- Хобі: відпочинок в колі друзів
- Мови, якими володіє: українська, російська
- Найвидатніший спортсмен: Меджик Джонсон
- Найвидатніший баскетболіст: Ларрі Берд
- Улюблена страва: страви з морепродуктів
- Улюблений напій: вода
- Улюблена музика: фольклор